# Verarbeitungsflüssigkeit
Verarbeitungsflüssigkeit oder Verarbeitungsfluss (englisch processing fluency) bezeichnet in Psychologie und Kognitionswissenschaft die Leichtigkeit, mit der Gehirne Information verarbeiten können. Die Leichtigkeit, mit der Wahrnehmungsreize verarbeitet werden können, bezeichnet man als perzeptuelle Flüssigkeit (perceptual fluency), die Leichtigkeit, mit der Information aus dem Gedächtnis abgerufen werden kann, als Abruf-Flüssigkeit (retrieval fluency).
Die Verarbeitungsflüssigkeit beeinflusst die Urteilsbildung. So trägt die perzeptuelle Flüssigkeit dazu bei, dass einer Person ein Stimulus vertraut vorkommt. Spätere Forschung konnte nachweisen, dass die perzeptuelle Flüssigkeit affektiv positiv erlebt wird. Dieser positive Effekt auf das affektive Erleben konnte auch mit psychophysiologischen Methoden untermauert werden, indem gezeigt werden konnte, dass leichter wahrnehmbare Reize den Musculus zygomaticus major, den sogenannten „Lachmuskel“ aktivieren. Außerdem werden leicht lesbare Aussagen für wahrer gehalten. Schließlich konnte auch festgestellt werden, dass Schönheit als Hinweisreiz für die Korrektheit einer mathematischen Lösung angesehen wird, was die Idee stützt, dass Schönheit intuitiv als Wahrheit gesehen wird. Die Verarbeitungsflüssigkeit dürfte eine der Grundlagen intuitiven Urteilens sein.
Da hohe Verarbeitungsflüssigkeit anzeigt, dass die Interaktion mit der Umwelt problemlos verläuft, muss eine Person der Umwelt nicht besondere Aufmerksamkeit schenken. Hingegen bedeutet eine niedrige Verarbeitungsflüssigkeit, dass es Probleme in der Interaktion mit der Umwelt gibt und diese Probleme größere Aufmerksamkeit und eine analytische Vorgehensweise verlangen. In der Tat verarbeiten Personen Informationen oberflächlicher, wenn die Verarbeitungsflüssigkeit hoch ist; verwenden aber einen analytischen Denkstil, wenn die Verarbeitungsflüssigkeit niedrig ist.
Die Grundlagenforschung zur Verarbeitungsflüssigkeit wird heute im Marketing angewendet. In einer neueren Untersuchung konnte auch gezeigt werden, dass der lange bekannte Effekt unlesbarer Handschrift beim Schreiben eines Aufsatzes auf die Notengebung auf einen Mangel an Verarbeitungsflüssigkeit beim Lesen (und nicht etwa auf negative Stereotype in Bezug auf unlesbare Schrift) zurückzuführen ist.